# Upupiformes
Upupiformes é uma ordem de aves constituida por 3 famílias e 10 espécies de poupas e aliados. O grupo estava incluido na ordem Coraciiformes e foi promovido a ordem separada pela taxonomia de Sibley-Ahlquist, baseada em estudos filogenéticos. 

## Taxonomia

### Upupidae
Gênero Upupa Linnaeus, 1758
- Upupa epops Linnaeus, 1758 - Poupa-eurasiática
- Upupa africana Bechstein, 1811 - Poupa-africana

### Phoeniculidae
Gênero Phoeniculus Jarocki, 1821
- Phoeniculus purpureus (Miller, 1784)
- Phoeniculus damarensis (Ogilvie-Grant, 1901)
- Phoeniculus somaliensis (Ogilvie-Grant, 1901)
- Phoeniculus bollei (Hartlaub, 1858)
- Phoeniculus castaneiceps (Sharpe, 1871)

### Rhinopomastidae
Gênero Rhinopomastus Jardine, 1828
- Rhinopomastus aterrimus (Stephens, 1826)
- Rhinopomastus cyanomelas (Vieillot, 1819)
- Rhinopomastus minor (Rüppell, 1845)